# Austin P. McKenzie
Austin P. McKenzie (Mesa, Arizona, 1993. augusztus 24. –) amerikai színész, énekes és jeltolmács, legismertebb szerepe a Deaf West's Theatre 2015-ös Tavaszébredés című musicalben volt, amely a Broadway műsorára is felkerült. Ő kapta meg a főszereplő, Melchior Gabor karakterét, színészi játéka pedig kritikai elismerést és több színházi díjjelölést kapott, a Los Angeles-i és a Broadway-n való futása során is.

## Ifjúkora
Az arizonai Mesában nőtt fel. Fiatal korában kántor szeretett volna lenni, annak ellenére, hogy családja nem járt rendszeresen templomba.
Tizenöt éves korától kezdve McKenzie hat nyarat töltött el egy Lions Camp Tatiyee nevű, mentális és fizikai fogyatékossággal élő gyermekek és felnőttek részére szervezett nyári táborában. Itt került először kapcsolatba a siketek és nagyothallók kultúrájával A tábori élmények inspirálták arra, hogy beiratkozhasson a Chicago-i Egyetem-re ahol amerikai jelnyelvet és gyermekkori oktatást tanult azzal a szándékkal, hogy sajátos nevelési igényű tanár legyen. 2014-ben szerezte meg diplomáját jelnyelvből és zenéből.
Középiskolai évei alatt McKenzie kapcsolatban állt a művészetekkel, és alkalmanként részt vett színházi előadásokban is, de egyáltalán nem ezt tekintette lehetséges karriernek.

## Karrier

### Tavaszébredés(2014–2016)
Nem sokkal az egyetem elvégzése után McKenzie jelezte felvételi szándékát Michael Arden rendezőnek és Deaf West Theatre kreatív csapatának, azzal a reménnyel, hogy munkát szerezhet, mint tolmács, hiszen a vállalat a Tavaszébredés című musicalt tervezte színpadra vinni, a zenei elemek mellett jelnyelvi fordításban is. A színház csapata azonban meglátta benne a lehetőséget, és megkérték, hogy jelentkezzen Melchior Gabor szerepére. Megkapta a főszerepet, a próbák pedig 2014-ben el is kezdődtek.
Eleinte McKenzie volt az egyetlen a társulatban, aki képes volt hatékonyan kommunikálni a siketekkel és nagyothallókkal, köszönhetően a jelnyelvi képzésének.
Az előadást először egy kilencvenkilenc férőhelyes színházban adták elő, Los Angelesben 2014. szeptember 14-től 2014. november 9-ig. Ez volt McKenzie első professzionális színházi munkája.
2015-ben a produkciót a Beverly Hills-i Wallis Annenberg Előadóművészeti Központban indították újra. Új stábtagok csatlakoztak, mint például Andy Mientus Hanschen Rilowként, Krysta Rodriguez, Ilse Neumann szerepében, és Alex Boniello, aki Moritz Stiefel hangjaként volt jelen. McKenzie ismét Melchiorként lépett színpadra, munkáját és az előadást a kritikusok nagyra értékelték, számos jelölést kaptak az Ovation Awards-on, amelyből több trófeát meg is nyertek. A műsor 2015. május 21-én kezdődött, és 2015. június 14-én ért véget.
2015-ben, nyár közepén jelentették be, hogy a produkció a jelenlegi szereplőivel átkerül a Broadway-re a Brooks Atkinson Színházba, habár csak korlátozott időre. McKenzie 2015. szeptember 8-án debütált New Yorkban, a produkció pedig egészen 2016. január 24-ig műsoron volt. Az előadás a tervezettnél két héttel tovább futott, és három Tony-díj jelölést is kapott, köztük a Legjobb Musical Felélesztését.

### Film és televízió (2015 – jelen)
A színház mellett McKenzie egyaránt megjelent nagy- és kis képernyőn is. 2015-ben egy vendégszerepben megjelent a The 101 című televíziós sorozatban.
Szerepet kapott a Speech & Debate című nagyjátékfilmben, amelyet a Tony-díjas dramaturg, Stephen Karam egy 2007-es off-Broadway darabból adaptált át képernyőre. McKenzie egyike volt a három főszereplőnek, Howie-t játszotta, egy nyíltan meleg tinédzsert. A másik két főkaraktert Sarah Steele és Liam James alakította.
A film három középiskolás diák életét mutatja be, akik csalódnak az iskolai rendszer és szüleik képmutatásában. Együtt próbálják újraéleszteni az iskolai vitaklubot, hogy szembenézhessenek a vezetőséggel. Számos színházi személy, többek között Darren Criss és Lin-Manuel Miranda is megjelent a filmben, Kristin Chenoweth mellett.
McKenzie ezek mellett szerepelt a Dustin Lance Black és Gus Van Sant rendezésében műsorra került When We Rise című minisorozatban is. Az ifjú LMBT- aktivistát, Cleve Jonest alakította, abban a időszakban, amely bemutatta az LMBTQ személyes és politikai küzdelmeit, kudarcait és diadalait. A When We Rise elmeséli a modern melegjogi mozgalom történetét, kezdve az 1969-es stonewalli zavargásokkal.
McKenzie emellett egy dallal, a "Thinking of You"-val is hozzájárult a sorozathoz.
Legutóbbi filmje, a Téboly Magyarországon is megjelent, 2020-ban. McKenzie az egyik főszereplő öccsét, Fredet alakította. A filmben Russel Crowe is szerepelt.

## Magánélet
Kevin McHale színésszel jár, akivel a When We Rise forgatásán ismerkedtek meg.

## Színházi szerepei
| Év      | Előadás       | Szerep         | típus       | Színház                  | Időpont                                |
| ------- | ------------- | -------------- | ----------- | ------------------------ | -------------------------------------- |
| 2014    | Tavaszébredés | Melchior Gabor | Los Angeles | Rosenthal Színház        | 2014. szeptember 14 – 2014. november 9 |
| 2015    | Tavaszébredés | Melchior Gabor | Los Angeles | Wallis Annenberg Központ | 2015. május 21 – 2015. június 14       |
| 2015–16 | Tavaszébredés | Melchior Gabor | Broadway    | Brooks Atkinson Színház  | 2015. szeptember 8. – 2016. január 24  |

## Filmográfia
| Év   | Cím                                    | Szerep               | típus       | Megjegyzés                                  |
| ---- | -------------------------------------- | -------------------- | ----------- | ------------------------------------------- |
| 2015 | The 101                                | Terry                | TV sorozat  | Epizód: "Roommates 101" ("Austin McKenzie") |
| 2016 | Goodbye, Charley                       | Charley              | Rövidfilm   |                                             |
| 2017 | When We Rise                           | Cleve Jones          | Minisorozat | 7 rész ("Austin McKenzie")                  |
| 2017 | Speech and Debate                      | Howie                | Film        | "Austin McKenzie"                           |
| 2018 | Conrad & Michelle: If Words Could Kill | Conrad Roy           | TV-film     |                                             |
| 2019 | In The Time It Takes To Get There      | Meztelen fiatalember | Rövidfilm   |                                             |
| 2020 | Téboly                                 | Fred                 | Film        | "Austin P. McKenzie"                        |

## Zeneszámok
| Év   | Cím                      | Szerep                       | típus                       | Dal               |
| ---- | ------------------------ | ---------------------------- | --------------------------- | ----------------- |
| 2017 | When We Rise: A filmzene | Saját maga (Austin McKenzie) | Filmzene egy minisorozathoz | "Thinking Of You" |

## Diszkográfia
| Év   | Album címe | Megjegyzés (ek) | A szám címe |
| ---- | ---------- | --------------- | --- |
| 2019 | Melancholy | Debütáló album  | Melancholy, Antisocial, I Belong to You, Mrs. Kennedy, Numb, Hymn, A Genuine Life                                |
| 2019 | Nightshade | 2. album        | Cigarette, Crazy Beautiful, Sex Drive, Vegas Baby, Love Note, Mr., Interlude, Winter, Pearl, Dark. Black. Heart. |

## Díjak és jelölések
| Év   | Díj                                 | Kategória                                 | Munka         | Eredmény |
| ---- | ----------------------------------- | ----------------------------------------- | ------------- | -------- |
| 2015 | Ovation Awards                      | Főszerep egy muscialben                   | Tavaszébredés | Jelölt   |
| 2015 | Clive Barnes Awards                 | The Clive Barnes Award                    | Tavaszébredés | Jelölt   |
| 2015 | Broadway World LA Awards            | Legjobb főszereplő egy musicalben         | Tavaszébredés | Jelölt   |
| 2016 | Theatre World Awards                | Kiemelkedő debütálás (Broadway)           | Tavaszébredés | Megnyert |
| 2016 | Fread and Adele Astaire Awards      | Kiemelkedő csapat egy Broadway előadásban | Tavaszébredés | Jelölt   |
| 2016 | Broadway.com Audience Choice Awards | Legjobb áttörő teljesítmény (férfi)       | Tavaszébredés | Jelölt   |

## Fordítás
Ez a szócikk részben vagy egészben  az   Austin P. McKenzie című angol Wikipédia-szócikk ezen változatának fordításán alapul.  Az eredeti cikk szerkesztőit annak laptörténete sorolja fel. Ez a jelzés csupán a megfogalmazás eredetét és a szerzői jogokat jelzi, nem szolgál a cikkben szereplő információk forrásmegjelöléseként.